# 중찬팅
《중찬팅》(중국어 간체자: 中餐厅, 정체자: 中餐廳, 병음: Zhōngcāntīng)은 후난 TV에서 방영하는 텔레비전 프로그램이다. 11편으로 구성된 시즌 1이 2017년 7월 22일부터 방영 중이다. 자오웨이의 첫 예능 프로그램 출연작인 《중찬팅》은 방영 이후 동시간대 시청률 1위를 기록하기도 하였다.
이 프로그램은 방영이 예고된 이후부터 대한민국의 방송사 tvN의 프로그램 《윤식당》과의 유사성으로 인해 표절 논란이 일어나기도 하였다.

## 출연진
- 자오웨이
- 황샤오밍
- 저우둥위
- 장리앙
- 진멍지아

## 반응
첫 방영 이후 CSM 전국망 기준 1.36%의 시청률을 기록하여 동시간대 1위를 차지하였다. 또한 첫 방송 직후 방송 내에서 요리를 할 때 사용한 통조림 햄인 스팸이 몇 시간동안 온라인 상에서 매진되는 해프닝이 일어나기도 하였다.

## 표절 논란
같은 해 대한민국의 tvN에서 방영한 《윤식당》과 내용과 형식이 유사하여 표절 논란이 일어났다. 구체적으로는 프로그램의 콘셉트부터 자막, 출연진들의 캐릭터, 경찰이 들이닥친다는 설정, 심지어는 출연진들의 패션까지도 유사하다는 지적이 나왔다. 이에 대해 《윤식당》의 감독 나영석은 《알아두면 쓸데없는 신비한 잡학사전》의 기자 간담회에서 “우리 프로그램의 포맷은 비싸지 않다. 프로그램 포맷을 구매할 경우 세세한 가이드를 비롯해 A/S도 제공 한다.”라고 말하며 “정품을 구매해주기를 바란다.”라고 밝혔다. 또한 이에 대해 사드 배치에 대한 중국의 한한령에 의한 것이 아니냐는 의견을 제시하기도 하였다. 아직 양 방송사측은 아무런 입장을 밝히지 않은 상태이다.